# حلوای صخره شمالی
حلوای صخره شمالی (نام علمی: Lepidopsetta polyxystra) نام یک گونه از زیرخانواده راست‌رویان است.